# Sarrión
Sarrión est une commune d’Espagne, dans la province de Teruel, communauté autonome d'Aragon, comarque de Gúdar-Javalambre

## Les Templiers et les Hospitaliers
Au XIIIe siècle, Sarrión fut d'abord une annexe de la commanderie templière d'Alfambra qui a été dévolue aux Hospitaliers de l'ordre de Saint-Jean de Jérusalem vers 1317 à la suite du procès de l'ordre du Temple et devient dès lors un membre de la commanderie de Villel (es). Au sein de la langue d'Espagne, ces commanderies dépendaient de la châtellenie d'Amposta.
En 1471, Sarrión est finalement détachée de Villel et devient une commanderie autonome.